# Gaylussacia rupestris
Gaylussacia rupestris är en ljungväxtart som beskrevs av Romão och V.C.Souza. Gaylussacia rupestris ingår i släktet Gaylussacia och familjen ljungväxter. Inga underarter finns listade i Catalogue of Life.